# Cappella Corsini
La cappella Corsini si trova nella basilica di Santa Maria del Carmine a Firenze. 

## Storia
La cappella alla testata del transetto sinistro della chiesa apparteneva anticamente ai Soderini e poi ai Serragli, che nel 1653 la cedettero ai Corsini. I marchesi Bartolomeo e Neri desideravano dedicare una ricca cappella al loro antenato sant'Andrea Corsini, vissuto nel XIV secolo e canonizzato nel 1629 da Papa Urbano VIII, e nel 1675 affidarono l'impresa a Pier Francesco Silvani, che creò una delle prime opere a Firenze nello stile del barocco romano. I lavori vennero conclusi nel 1683 come si legge nella iscrizione a lettere di bronzo sul pavimento davanti all'altare, che ricorda anche i committenti. 
Il santo era oggetto di notevole devozione. Nel 1683 la granduchessa Vittoria della Rovere regalò alla chiesa del Carmine una mitria tempestata di pietre preziose da mettere sulla testa del Santo. Papa Clemente XII donò un prezioso calice ai frati dell'Annunziata, i quali poi lo avrebbero dovuto prestare alla chiesa del Carmine quando si celebrava la festa di Sant'Andrea.
Nel 1771 la cappella non subì grossi danni dal grave incendio della basilica, che si limitarono solo all'arco d'accesso.

## Architettura
L'architettura è in stile barocco, ricca di marmi. La cappella è inquadrata da un arco di marmo sul quale si trova l'arme dei Corsini (tre bande rosse in traverso a sghembo, in campo d'argento, sbarrate da fascia azzurra), opera di Giovanni Nobili.
La pianta è quadrata, con pilastri agli angoli, decorati da capitelli scolpiti. Oltre il cornicione partono quattro arcate, una per lato, che sostengono la cupola, dove si aprono otto finestre rettangolari. Tre altari monumentali ai lati sono decorati da maestose colonne in marmo rosso di Seravezza, con timpani in marmo bianco di Carrara.
Sotto il pavimento si trova la cripta con i sepolcri della famiglia Corsini, alla quale si accede da una scaletta in una botola davanti all'altare.

## Descrizione

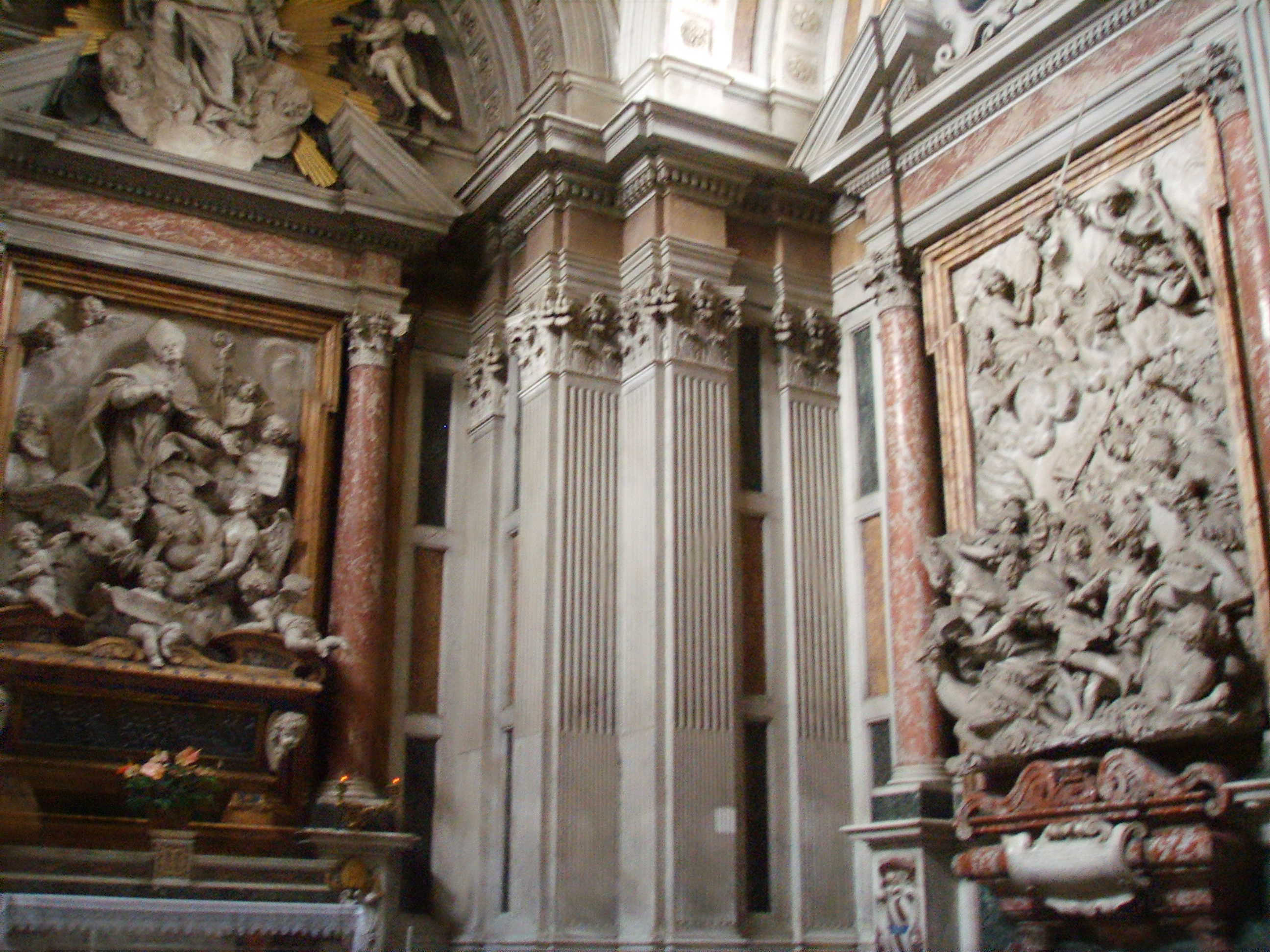
I rilievi centrale e destro

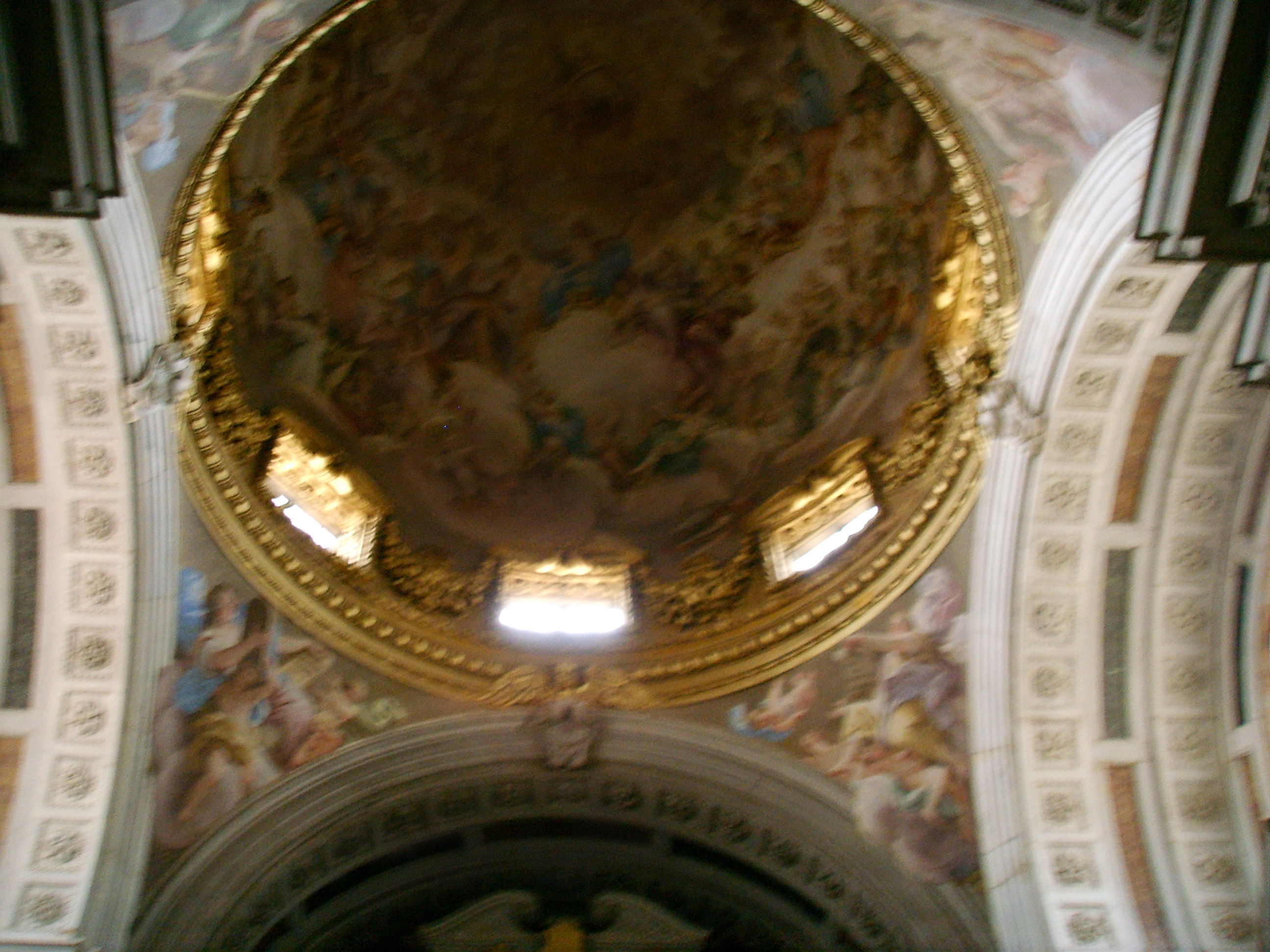
La cupola

Particolare importanza hanno nella storia dell'arte fiorentina i rilievi scultorei di Giovan Battista Foggini, in quanto furono i primi esempi di scultura barocca in città, secondo lo stile allora popolarissimo a Roma (dove si era formato il Foggini su richiesta del Granduca Cosimo III), ma che a Firenze stentava ad attecchire per la duratura influenza del manierismo di Giambologna. 

### Altare centrale
Oltre la balaustra spicca l'altare della cappella, incrostato di pietre dure fra le quali i lapislazzuli. Dietro l'altare, su una base di marmo giallo e verde, si trova il monumento sepolcrale di sant'Andrea Corsini. L'urna del Santo è decorata da un bassorilievo d'argento brunito, eseguito nel 1683-1686 da Giovan Battista Foggini, rappresentante Sant'Andrea esposto, dopo la sua morte, alla venerazione dei fedeli e la Canonizzazione del Santo, fatta da Urbano VIII nel 1629. L'epitaffio latino in onore di Sant'Andrea fu dettato dal padre Coccapani, in sostituzione dell'altro di Coluccio Salutati, andato distrutto nell'incendio del 1771. 
Sopra si trova un altorilievo in marmo con Sant'Andrea in gloria, sempre del Foggini con la collaborazione di Balthasar Permoser (1683-1687), mentre la lunetta in alto col Padre Eterno è opera di Carlo Marcellini (1683 circa).

### Altare sinistro
La parete sinistra ospita un cenotafio di Pietro Corsini, vescovo di Volterra e di Firenze, morto ad Avignone nel 1405. Nella parete soprastante si trova un altro altorilievo del Foggini, con l'Apparizione della Madonna a Sant'Andrea Corsini (1683-1691), ambientata durante la sua prima Messa del Santo, nel Convento delle Selve presso Lastra a Signa.

### Altare destro
Alla parete destra si trova il monumento funerario a Neri Corsini, vescovo di Arezzo, morto nel 1678. Sul pavimento antistante è presente una lapide ad Amerigo Corsini, morto nel 1853. In alto si trova il terzo altorilievo marmoreo del Foggini, dove è rappresentato Sant'Andrea Corsini guida i fiorentini nella battaglia di Anghiari (1685-1687), considerato il capolavoro dello scultore.

### Cupola
Nella cupola della cappella si trova un affresco di Luca Giordano del 1682, il primo che l'artista realizzò a Firenze ed ebbe un forte impatto sulla scuola. Raffigura Sant'Andrea Corsini nella gloria del Paradiso nella cupola interna e Le quattro virtù nei pennacchi.